# Положій Володимир Степанович
Положій Володимир Степанович (18 липня 1940 року, м.Пологи, Запорізька область, Україна - 06 березня 2016 року, м.Дніпро, Україна) - український архітектор, художник, дизайнер, член Національної Спілки архітекторів України. 
Володимир Положій вніс вагомий внесок у розвиток монументальної та меморіальної архітектури й дизайну не тільки на території Україні, а й за її межами.
Звання: Указом Президента України від 1 липня 2004 р. № 728 присвоєно почесне звання «Заслужений архітектор України».

## Біографія
Положій Володимир Степанович народився 18 липня 1940 року в м. Пологи Запорізької області в сім'ї ветеринарного лікаря Положія Степана Митрофановича та Положій (Кашуби) Катерини Тимофіївни.  
Після закінчення архітектурного факультету Київського державного художнього інституту отримав призначення до м. Дніпропетровськ, де з 1968 по 1974р. працював головним художником міста. 
В 1975 – 1991рр. – начальник відділу технічної естетики Українського державного інституту по проєктуванню металургійних заводів. 
З 2002 р. доцент кафедри дизайну Придніпровської державної академії будівництва та архітектури.
З 2011 р. завідувач кaфeдри дизайну Дніпропетровської філії Університету «Україна».
Помер 6 березня 2016 року, похований на Ювілейному кладовищі, м. Дніпро. 

## Творча та громадська діяльність
За роки творчої діяльності в  м. Дніпро, області, Україні та за її межами за проектами В.С. Положія споруджено понад 100 монументальних об’єктів і вперше на Дніпропетровщині присвоєне почесне звання Заслуженого архітектора України не за проектування та будівництво громадських споруд, а за монументальні об’єкти, що виконані на високому професійному та архітектурно-художньому рівні і є гордістю архітектурної школи Дніпропетровщини. 
В.С. Положій був членом Національної спілки архітекторів України з 1974 року.
З 1998 р. член художньої ради міста.
З 2000 р. член правління фонду культури Дніпропетровської області.
У 2000 р. в видавництві «Січ» вийшла книга-нарис С.Я. Левенця про життя і творчість відомого Дніпровського архітектора Володимира Положія.
У 2006 р. в київському видавництві «А+С» з нагоди 230-річчя Дніпропетровська вийшла книга «Днепропетровск. Архитекторы», куди ввійшло ім’я Володимира Степановича з переліком його основних творчих робіт.

## Основні творчі відзнаки
1.	Диплом другого ступеня за дипломну роботу – проєкт «Крита ковзанка для балету на льоду», виконану в 1968 році в Київському державному художньому інституті. За підписом першого секретаря Правління Спілки Архітекторів СРСР Г. Орлова.
2.	Почесна грамота Дніпропетровського ордена Трудового Червоного Прапора медичного інституту за участь в спорудженні пам’ятника вихованцям інституту – співробітникам та студентам, загинувшим в роки Великої Вітчизняної війни. За підписом ректора медичного інституту, професора І. І Крижановської. Листопад 1970 р.
3.	Грамота виконкому Дніпропетровської міської Ради народних депутатів за великий вклад в розвиток монументальної пропаганди в місті та досягнуті успіхи в естетичному вихованні трудящих на кращих зразках мистецтва архітектури. Рішення № 507 від 09.07.1980 р.
4.	Грамота виконкому міської Ради народних депутатів за досягнуті успіхи в організації спорудження монументальних об’єктів, проведенні робіт по благоустрою пам’ятних місць Дніпропетровська, активну участь в будівництві пам’ятника В.П. Чкалову. 28.10.1981 р.  № 651.
5.	Звання «Лауреата «Літературної газети» за перемогу у всесоюзному конкурсі на кращий проект пам’ятника матері в с. Бровахи Корсунь-Шевченківського району Черкаської області. За підписом головного редактора А. Чаковського. 1982 р. 
6.	Подяка міського голови за сумлінну працю, високий професіоналізм у виконанні робіт по спорудженню пам’ятника Почесному громадянину міста О. М. Полю. За підписом міського голови І. І. Куліченко. 02.09.2002 № 270-рк.
7.	Подяка міського голови за багаторічну плідну працю, високий професіоналізм, значний особистий внесок в архітектурно-будівельний розвиток міста та з нагоди Всесвітнього дня архітектури. За підписом міського голови І. І. Куліченко. 02.06.03 № 195-рк.
8.	Подяка Федерації футболу України за розробку архітектурної концепції пам’ятника Сергію Перхуну. За підписом президента Федерації футболу України Г. Суркіса. 07.10.2005 р.

## Основні творчі роботи
| Назва проєкту | Місце розташування                                           | Рік реалізації | Скульптори                                                       | Фото |
| --- | ------------------------------------------------------------ | -------------- | ---------------------------------------------------------------- | ---- |
| Пам’ятник студентам, викладачам та випускникам Дніпропетровського медичного інституту, які загинули в роки Другої світової війни                   | м. Дніпро                                                    | 1970 р.        | К.Чеканьов, В.Щедрова                                            |      |
| Пам'ятник М.В. Ломоносову | м. Дніпро                                                    | 1971 р.        | А.Ситник                                                         |      |
| Пам'ятник воїнам-автомобілістам, які загинули у роки Великої Вітчизняної війни                                                                     | м. Дніпро                                                    | 1977 р.        | В.Щедрова                                                        |      |
| Пам'ятник академіку М.О. Семашко | м. Дніпро                                                    | 1977 р.        | В.Небоженко                                                      |      |
| Пам'ятник В.Чкалову | м. Дніпро                                                    | 1981 р.        | В.Небоженко                                                      |      |
| Пам'ятник матері | с. Бровахи Корсунь-Шевченківського району Черкаської області | 1982 р.        | К.Чеканьов                                                       |      |
| Меморіал військовополоненим, розстріляним фашистськими загарбниками в роки Великої Вітчизняної війни                                               | м. Дніпро                                                    | 1983 р.        | В.Щедрова                                                        |      |
| Проєкт алеї видатним медикам на території Медичної академії                                                                                        | м. Дніпро                                                    | 1985 р.        | В.Щедрова, К. Чеканьов                                           |      |
| Пам'ятник Т.Г. Шевченко і класикам української літератури                                                                                          | м. Дніпро                                                    | 1991 р.        | В.Небоженко, К.Чеканьов                                          |      |
| Пам'ятник загиблим афганцям в Індустріальному районі                                                                                               | м. Дніпро                                                    | 1991 р.        | К.Чеканьов                                                       |      |
| Проєкт інтер'єру кінотеатру "Січ" | м. Дніпро                                                    | 1994 р.        | разом з О.Левтухом, А.Міркіним                                   |      |
| Меморіальна дошка Лесю Курбасу | м. Відень, Австрія                                           | 1998 р.        | В.Небоженко                                                      |      |
| Пам’ятник першому Почесному громадянину міста О.М. Полю                                                                                            | м. Дніпро                                                    | 2002 р.        | В.Небоженко                                                      |      |
| Меморіальна дошка відомому хірургу, заслуженому діячу науки України професору Чухрієнко Д.П. на фасаді будинку Дніпропетровської медичної академії | м. Дніпро                                                    | 2003 р.        | С.Жиляк                                                          |      |
| Меморіальна дошка відомому українському письменнику Василю Чапленко                                                                                | м. Дніпро                                                    | 2005 р.        | В. Гончаров                                                      |      |
| Пам’ятник відомому воротарю футбольного клубу «Дніпро» Сергію Перхуну біля центрального входу Дніпропетровського інституту фізкультури та спорту   | м. Дніпро                                                    | 2005 р.        | співавтор архітектор І. Гаврилов, скульптори Б. Волков, С. Жиляк |      |
| Пам’ятник Катерині Великомучениці, покровительки та Ангелу Хранителю м. Дніпро на фасаді будинку Дніпропетровської Єпархії                         | м. Дніпро                                                    | 2006 р.        | Ю. Павлов                                                        |      |

## Родина
Дружина - Положій Лідія Василівна (1960 р.н.)
Діти: Положій Катерина Володимирівна (1985 р.н.), Положій Сергій Володимирович (1987 р.н.)